# 神州日报
《神州日报》是中國晚清至民国时期的一份报刊，1907年4月2日创刊，1927年1月停刊。1936年10月10日复刊，但影响大不如前，1941年因太平洋战争爆发而停刊；1945年1月1日复刊，次年12月终刊。在其1907-1927年近二十年的出版中，是上海旧报坛影响较大的报纸之一。

## 1907-1927年時期
該报由于右任、邵力子、张俊生、谭介人等组织筹办，报社位于上海四马路群学社书店。于右任於1907年6月20日辞职，叶任裕、汪彭年遂分任经理。总主笔杨笃生。出版初期，該报积极宣传反清革命思想，宣揚民族、民主意识，政治倾向鲜明。民国后屡换其主。1915年后，隨着早期办报者先後退出，政治倾向逐渐转变，销量亦大不如前。1918年钱芥尘接编。到1920年代初，依賴其附刊《晶报》勉强维持。
出版初期大小為对开三大张十二版。各版內容如下：
- 一版：社论、论说、专电
- 二、三版：国内外要闻
- 四版：各省通讯
- 五版：沪事评论、本埠新闻、商业新闻
- 六版：余录文苑及其他
- 其他六版：启事与广告。